# Équipe du Monténégro féminine de handball aux Jeux olympiques d'été de 2016
Cet article relate le parcours de l'Équipe du Monténégro féminine de handball aux Jeux olympiques d'été de 2016, organisé au Brésil. Il s'agit de la 2e participation du Monténégro aux Jeux olympiques, l'équipe ayant remporté la médaille d'argent en 2012 lors de sa première participation.
L'équipe est éliminé à l'issue de la phase de poule après avoir été battue lors des 5 matchs disputés.

## Résultats
Classement
|   | Équipe     | Pts | J | G | N | P | Bp  | Bc  | Diff | Dép |
| - | ---------- | --- | - | - | - | - | --- | --- | ---- | --- |
| 1 | Brésil     | 8   | 5 | 4 | 0 | 1 | 138 | 117 | 21   | +3  |
| 2 | Norvège    | 8   | 5 | 4 | 0 | 1 | 141 | 121 | 20   | -3  |
| 3 | Espagne    | 6   | 5 | 3 | 0 | 2 | 125 | 116 | 9    | -   |
| 4 | Angola     | 4   | 5 | 2 | 0 | 3 | 116 | 128 | -12  | +4  |
| 5 | Roumanie   | 4   | 5 | 2 | 0 | 3 | 108 | 119 | -11  | -4  |
| 6 | Monténégro | 0   | 5 | 0 | 0 | 5 | 107 | 134 | -27  | -   |

|  | Qualifié pour les quarts de finale                                                                                     |
|  | Éliminé |
|  | Pts points ; J joués ; G victoires ; N nuls ; P défaites BP buts marqués ; BC buts encaissés ; Diff différence de buts |

Remarque : toutes les heures sont locales (UTC−3). En Europe (UTC+2), il faut donc ajouter 5 heures.
Résultats
| 6 août 2016 16 h 40 | Monténégro  | 19 - 25   | Espagne                         | Future Arena, Rio de Janeiro Affluence : 8 115 Arbitrage : Charlotte et Julie Bonaventura |
| 6 août 2016 16 h 40 | Bulatović 5 | (10 - 14) | Alberto, Pinedo, Pena, Cabral 4 | Future Arena, Rio de Janeiro Affluence : 8 115 Arbitrage : Charlotte et Julie Bonaventura |
| 6 août 2016 16 h 40 | ×2 ×4       | Rapport   | ×3 ×1                           | Future Arena, Rio de Janeiro Affluence : 8 115 Arbitrage : Charlotte et Julie Bonaventura |

| 8 août 2016 21 h 50 | Angola            | 27 - 25   | Monténégro  | Future Arena, Rio de Janeiro Affluence : 5 975 Arbitrage : Alpaidze, Berekzina |
| 8 août 2016 21 h 50 | Guialo 7          | (12 - 12) | Bulatović 9 | Future Arena, Rio de Janeiro Affluence : 5 975 Arbitrage : Alpaidze, Berekzina |
| 8 août 2016 21 h 50 | ×2 ×8 ×1 (direct) | Rapport   | ×2 ×4       | Future Arena, Rio de Janeiro Affluence : 5 975 Arbitrage : Alpaidze, Berekzina |

| 10 août 2016 11 h 30 | Roumanie | 25 - 21  | Monténégro  | Future Arena, Rio de Janeiro Affluence : 5 218 Arbitrage : Rashed, El-Sayed |
| 10 août 2016 11 h 30 | Neagu 10 | (11 - 9) | Bulatović 9 | Future Arena, Rio de Janeiro Affluence : 5 218 Arbitrage : Rashed, El-Sayed |
| 10 août 2016 11 h 30 | ×3 ×4    | Rapport  | ×4          | Future Arena, Rio de Janeiro Affluence : 5 218 Arbitrage : Rashed, El-Sayed |

| 12 août 2016 16 h 40 | Monténégro | 19 - 28   | Norvège | Future Arena, Rio de Janeiro Affluence : 6 460 Arbitrage : Coulibaly, Diabaté |
| 12 août 2016 16 h 40 | Jauković 5 | (11 - 16) | Mørk 6  | Future Arena, Rio de Janeiro Affluence : 6 460 Arbitrage : Coulibaly, Diabaté |
| 12 août 2016 16 h 40 | ×2 ×5      | Rapport   | ×3 ×4   | Future Arena, Rio de Janeiro Affluence : 6 460 Arbitrage : Coulibaly, Diabaté |

| 14 août 2016 9 h 30 | Monténégro  | 23 - 29   | Brésil      | Future Arena, Rio de Janeiro Affluence : 8 708 Arbitrage : Mousaviyan, Kolahdouzan |
| 14 août 2016 9 h 30 | Pavićević 6 | (10 - 12) | Rodrigues 6 | Future Arena, Rio de Janeiro Affluence : 8 708 Arbitrage : Mousaviyan, Kolahdouzan |
| 14 août 2016 9 h 30 | ×4 ×5       | Rapport   | ×3          | Future Arena, Rio de Janeiro Affluence : 8 708 Arbitrage : Mousaviyan, Kolahdouzan |